# Muskatnød-slægten
Muskatnød-slægten (Myristica) er udbredt i Indien, Sydøstasien og på Ny Guinea. Det er arter af stedsegrønne træer med store, forveddede frugter. En af arterne er økonomisk betydningsfuld, da den leverer krydderiet muskatnød.
| Arter |

- Muskatnødtræ (Myristica fragrans)